# Луїс Нлаво
Луїс Мігель Нлаво Асуе або просто Луїс Нлаво (ісп. Luis Miguel Nlavo Asué / Luis Nlavo; нар. 30 листопада 2002, Малабо, Екваторіальна Гвінея) — гвінейський футболіст, нападник португальського клубу «Брага Б» та національної збірної Екваторіальної Гвінеї.

## Клубна кар'єра
Вихованець клубу «Кано Спорт», у футболці якого став переможцем Прем'єр-ліги Екваторіальної Гвінеї 2019 року.
Після вдалого для Луїса та Екваторіальної Гвінеї Чемпіонату африканських націй 2019 року перейшов до «Браги Б». Виступав переважно за команду U-23, де виділяdся своїми регулярними голами, зокрема 5 голами в 9 матчах першої частини сезону 2021/22 року.

## Кар'єра в збірній
Виступав за юнацьку збірну Екваторіальної Гвінеї U-17. У футболці національної збірної Екваторіальної Гвінеї дебютував 28 липня 2019 року у нічийному (3:3) матчі кваліфікації чемпіонату африканських націй 2020 року проти Чаду, в якому відзначився голом. У матчі-відповіді гвінейці здобули перемогу з рахунком 2:1 та вийшли до наступного раунду турніру.
Активно залучався до матчів кваліфікації чемпіонату світу 2022 року, після чого потрапив до списку гравців, які поїхали в перший для Екваторіальної Гвінеї фінальній частині вище вказаного турніру. Зіграв у першому матчі чемпіонаті африканських націй програного (0:1) поєдинку проти Кот-д'Івуару.

## Статистика виступів у збірній

### По матчах
| Дата       | Місто    | Господарі            | Результат | Гості                | Турнір                                   | Голи | Примітки |
| ---------- | -------- | -------------------- | --------- | -------------------- | ---------------------------------------- | ---- | -------- |
| 28-7-2019  | Нджамена | Чад                  | 3 – 3     | Екваторіальна Гвінея | квал. чемпіонату африканських націй 2020 | 1    | 55'      |
| 4-8-2019   | Малабо   | Екваторіальна Гвінея | 2 – 1     | Чад                  | квал. чемпіонат африканських націй 2020  | 1    |          |
| 7-9-2021   | Бата     | Екваторіальна Гвінея | 1 – 0     | Мавританія           | Відбір до ЧС 2022                        | -    | 85'      |
| 7-10-2021  | Малабо   | Екваторіальна Гвінея | 2 – 0     | Замбія               | Відбір до ЧС 2022                        | -    | 69'      |
| 10-10-2021 | Лусака   | Замбія               | 1 – 1     | Екваторіальна Гвінея | Відбір до ЧС 2022                        | -    | 89'      |
| Усього     |          | Матчів               | 5         |                      | Голів                                    | 2    |          |

### Забиті м'ячі
Рахунок та результат збірної Екваторіальної Гвінеї вказано на першому місці.
| №  | Дата          | Стадіон                                          | Суперник | Рахунок | Результат | Змагання                                        |
| -- | ------------- | ------------------------------------------------ | -------- | ------- | --------- | ----------------------------------------------- |
| 1. | 28 липня 2019 | Стад Омніспортс Ідрісс Магамат Уя, Нджамена, Чад | Чад      | 1–0     | 3–3       | кваліфікація чемпіонату африканських націй 2020 |
| 2. | 4 серпня 2019 | Естадіо де Малабо, Малабо, Екваторіальна Гвінея  | Чад      | 2–1     | 2–1       | кваліфікація чемпіонату африканських націй 2020 |

## Досягнення
«Кано Спорт»
- Прем'єр-ліга Екваторіальної Гвінеї
  -  Чемпіон (1): 2019